# Андроник Дука Анђел
Андроник Дука Анђел (грчки: Ἀνδρόνικος Δούκας Ἄγγελος; око 1122 - умро после 1185) је био византијски војсковођа у Малој Азији, оснивач династије Анђео.
Био је византијски аристократа у сродству са владајућом династијом Комнина. За време владавине свог рођака, цара Манојла I Комнина, безуспешно је служио као војни заповедник против Турака Селџука и као изасланик у Јерусалимској краљевини. Након Манојлове смрти, 1182. послат је да заустави побуну Андроника I Комнина, али је поражен и на крају је прешао његову страну. Убрзо након тога, предводио је неуспелу заверу водећих аристократа против цара Андроника I. Када је то откривено, Андроник и његови синови су побегли из Царства, отишли су у Акру, где је и умро. Био је отац царева Исака II Анђела и Алексија III Анђела.

## Биографија
Андроник је рођен око 1133. године, трећи је син Константина Анђела и Теодоре Комнин, најмлађе ћерке цара Алексија I Комнина (1081–1118) и Ирине Дука. Нешто пре 1155. године, вероватно око 1150. године, оженио се Еуфросином Кастамонитом, сестром Теодора Кастамонита, која је постала свемоћни министар за време владавине њиховог сина цара Исака II. Андроник је први пут забележен у историјским изворима током синода у марту 1166. који је сазван због тумачења Христове изјаве „Мој Отац је већи од мене“. У њему је учествовао заједно са својом браћом и другим вишим члановима дворске и црквене јерархије.
Године 1176. Андроник и његов старији брат Јован командовали су јединицама у претходници царске војске у походу на Селџучки султанат Иконија. Кампања је завршена тешким поразом Византије у бици код Мириокефалона. Следеће године, Андроник је предводио посланство, у којем су били мега хетаиреиарх Јован Дука, Александар, гроф од Гравине и Ђорђе Синаит, у Јерусалимско краљевство да би обновио савез између свог блиског рођака, цара Манојла I Комнина (1143. –1180), и краљ Балдуин IV.
Године 1179. цар Манојло I је поверио Андронику да води поход против Турка у области Харакса у Фригији. Међутим, током ноћи неки Турци су успели да се пребаце у позадину царске војске и дигли су велику вику. У страху да је опкољен, Андроник је узјахао коња и побегао нагло према Хони. Видевши бекство свог команданта, византијска војска се успаничила и почела да бежи у истом правцу; бежање је заустављено тек када се други царски рођак, Манојло Кантакузин, суочио са војницима у бекству са мачем у руци и истакао да их ниједан непријатељ не напада. Према извештају савременог историчара Никите Хонијата, цар Манојло I је био толико љут на срамне поступке Андроника да је запретио да ће га јавно прошетати улицама Цариграда обученог као жена; на крају је ипак попустио и није извршио своју претњу. Убрзо потом, Андроник је покушао да се разведе од своје жене Еуфрозине Кастамоните и ожени љубавницом, али су му цар и синод то забранили.
У пролеће 1182. царица-намесница Марија Антиохијска и њен главни министар Алексије Комнин послали су Андроника да се суочи са другим рођаком, Андроником Комнином, који се побунио и кренуо на Цариград. Андроник Комнин је стигао у близину Никомедије, где су му се придружили многи мештани. У бици код Харакса, Андроник Анђел Дука је поражен од на брзину окупљене побуњеничке војске која се састојала, према Хонијату, од „фармера неспособних за рат и контингента пафлагонских војника“, коју је предводио чак ни искусни командант, већ „извесни евнух“. По повратку у Цариград, Андроник је био суочен са оптужбама да је присвојио новац намењен за плату војсци. Плашећи се оптужби да подржава побуњенике, по савету својих синова затворио је себе и своју породицу у њиховој палати ограђеној зидинама у Ексокиониону, пре него што је потпуно побегао из града и придружио се Андронику Комнину у Битинији. Охрабрен овим пребегом, Андроник Комнин се преселио у Халкидон, преко Босфора из Цариграда. Након што је мега дукс Андроник Контостефан са морнарицом пребегао побуњеницима, у граду је избила побуна и врата су се отворила Андронику Комнину, који је сада ступио на трон као цар.
Убрзо су, међутим, исти они племићи који су помогли Андронику Комнину да постане цар, сковали заверу против њега, када је постало јасно да он не намерава да их врати на привилеговане положаје које су имали под царем Манојлом I. Андроник Анђел и Андроник Контостефан, заједно са својим бројним синовима, и логотет дрома Василије Дука Каматер, били су вође завере, коју су цареви агенти брзо открили. Каматер, Контостефан и четири његова сина, као и многи други чланови завере, ухваћени су и ослепљени, али су Андроник и његови синови побегли. Према Хонијату, бежећи од царских војника који су их гонили, Андроник и његови синови нашли су чамац натоварен празним амфорама; бацивши терет преко палубе, укрцали су се у њега и отпловили на сигурно. Андроник је напустио византијску територију и отишао у Дамаск и Багдад, где се састао и добио помоћ од султана Саладина пре него што се настанио у Акри. Вероватно је ту и умро, нешто пре него што је његов син Исак дошао на престо у септембру 1185. године.

## Породица
Андроник је био син Константина Анђела, византијског адмирала на Сицилији са титулом панхиперсеваста. Мајка му је била Теодора Комнина Анђелина, ћерка византијског цара Алексија Комнина (1083-1118) и Ирине Дукине. Андроник се оженио Еуфросином Катамонитом са којом је имао деветоро деце укључујући и:
- Константин Комнин Анђел (око  1151 – после 1199), војни заповедник, ослепљен по наређењу цара Андроника I Комнина, титулу севастократора добио од свог брата цара Исака II. Ожењен и имао потомство, имена његове две жене и потомака су непозната.[18]
- Јован Анђел (око 1152 – вероватно после 1222), ослепљен по наређењу цара Андроника I Комнина, и вероватно добио титулу Цезара, а затим и севастократора од свог брата цара Исака II. Ожењен, вероватно Ирином Комнин, и имао једног сина Андроника.[19]
- Алексије III Анђел, (око  1153 – 1211), његов брат цар Исак II доделимо му је титулу севастократора, збацио је са престола свога брата цара Исака II 1195. и постао цар. Генерално неспособан владар који воли уживање, владао је све док није побегао пред нападима крсташа који су пошли у Четврти крсташки рат 1203. Покушао је да заузме Никејско царство 1211, али га је цар Теодор I Ласкарис поразио и убрзо потом је умро. Оженио се Еуфросином Дука Каматер и имао три ћерке, Ирину, Ану и Евдокију.[20]
- Михаило Анђел (око 1154 – непознато), неименован у изворима, условно је идентификован са Цезаром овог имена, познатим само из једног печата. Као и сву његову браћу осим цара Исака II и цара Алексија III, и њега је цар Андроник I ослепео.[21]
- Теодор Анђел (око  1155 – после 1199), 1183. предводио је побуну против цара Андроника I у Пруси, и био је поражен, ослепљен и прогнан Селџуцима. Када је Исак постао цар, можда је добио титулу цезара. Ожењен и имао потомство, имена његове жене и потомака су непозната.[22]
- Исак II Анђел, (1156–1204), 1183. предводио је побуну заједно са Теодором Кантакузином против цара Андроника I у Никеји, али се после Кантакузинове смрти потчинио цару. Исаково убиство омраженог главног министра, Стефана Хагиохристофорита, 1185. инспирисало је народну побуну која је збацила цара Андроника I и довела Исака на престо. Владао је све док га није збацио његов брат цар Алексије III 1195. године, али су га крсташи вратили на престо 1203. године, остао је на престолу заједно са својим сином царем Алексијем IV до његове смрти, непосредно пре коначног освајања Константинопоља од стране крсташа. Оженио се прво непознатом дамом и имао троје деце, Ану-Еуфросину, Ирину и цара Алексија IV; са својом другом женом, Маргаретом од Угарске, имао је два сина, Манојла и Јована.[23]
- Ирена Анђел (око  1154 – непознато), удата за Јована Кантакузина, који је том приликом добио титулу цезар. Пар је имао најмање једног сина, чије име није познато.[24]
- Теодора Анђел, (око  1160 – непознато), удата за маркиза Конрада од Монферата, који је том приликом добио титулу цезар. Након што ју је Конрад напустио 1187. да би отишао у Јерусалим, повукла се у манастир Далмат, који је за њу претворен у женски манастир.[25]

## Породично стабло
|  |                                      |  |  |  |  |  |  |  |  |  |  |  |  |  |  |  |
|  | 4. Манојло Анђел                     |  |  |  |  |  |  |  |  |  |  |  |  |  |  |  |
|  |                                      |  |  |  |  |  |  |  |  |  |  |  |  |  |  |  |
|  |                                      |  |  |  |  |  |  |  |  |  |  |  |  |  |  |  |
|  | 2. Константин Анђел                  |  |  |  |  |  |  |  |  |  |  |  |  |  |  |  |
|  |                                      |  |  |  |  |  |  |  |  |  |  |  |  |  |  |  |
|  |                                      |  |  |  |  |  |  |  |  |  |  |  |  |  |  |  |
|  | 1. Андроник Дука Анђел               |  |  |  |  |  |  |  |  |  |  |  |  |  |  |  |
|  |                                      |  |  |  |  |  |  |  |  |  |  |  |  |  |  |  |
|  |                                      |  |  |  |  |  |  |  |  |  |  |  |  |  |  |  |
|  | 24. Манојло Еротик Комнин патрикије  |  |  |  |  |  |  |  |  |  |  |  |  |  |  |  |
|  |                                      |  |  |  |  |  |  |  |  |  |  |  |  |  |  |  |
|  |                                      |  |  |  |  |  |  |  |  |  |  |  |  |  |  |  |
|  | 12. Јован Комнин доместик схола      |  |  |  |  |  |  |  |  |  |  |  |  |  |  |  |
|  |                                      |  |  |  |  |  |  |  |  |  |  |  |  |  |  |  |
|  |                                      |  |  |  |  |  |  |  |  |  |  |  |  |  |  |  |
|  | 6. Алексије I Комнин цар (1081–1118) |  |  |  |  |  |  |  |  |  |  |  |  |  |  |  |
|  |                                      |  |  |  |  |  |  |  |  |  |  |  |  |  |  |  |
|  |                                      |  |  |  |  |  |  |  |  |  |  |  |  |  |  |  |
|  | 26. Алексије Харон                   |  |  |  |  |  |  |  |  |  |  |  |  |  |  |  |
|  |                                      |  |  |  |  |  |  |  |  |  |  |  |  |  |  |  |
|  |                                      |  |  |  |  |  |  |  |  |  |  |  |  |  |  |  |
|  | 13. Ана Даласина                     |  |  |  |  |  |  |  |  |  |  |  |  |  |  |  |
|  |                                      |  |  |  |  |  |  |  |  |  |  |  |  |  |  |  |
|  |                                      |  |  |  |  |  |  |  |  |  |  |  |  |  |  |  |
|  | 27. Хадријана Даласин                |  |  |  |  |  |  |  |  |  |  |  |  |  |  |  |
|  |                                      |  |  |  |  |  |  |  |  |  |  |  |  |  |  |  |
|  |                                      |  |  |  |  |  |  |  |  |  |  |  |  |  |  |  |
|  | 3. Теодора Комнина Анђелина          |  |  |  |  |  |  |  |  |  |  |  |  |  |  |  |
|  |                                      |  |  |  |  |  |  |  |  |  |  |  |  |  |  |  |
|  |                                      |  |  |  |  |  |  |  |  |  |  |  |  |  |  |  |
|  | 28. Јован Дука цезар                 |  |  |  |  |  |  |  |  |  |  |  |  |  |  |  |
|  |                                      |  |  |  |  |  |  |  |  |  |  |  |  |  |  |  |
|  |                                      |  |  |  |  |  |  |  |  |  |  |  |  |  |  |  |
|  | 14. Андроник доместик схола          |  |  |  |  |  |  |  |  |  |  |  |  |  |  |  |
|  |                                      |  |  |  |  |  |  |  |  |  |  |  |  |  |  |  |
|  |                                      |  |  |  |  |  |  |  |  |  |  |  |  |  |  |  |
|  | 29. Ирина Пегонитиса                 |  |  |  |  |  |  |  |  |  |  |  |  |  |  |  |
|  |                                      |  |  |  |  |  |  |  |  |  |  |  |  |  |  |  |
|  |                                      |  |  |  |  |  |  |  |  |  |  |  |  |  |  |  |
|  | 7. Ирина Дукина                      |  |  |  |  |  |  |  |  |  |  |  |  |  |  |  |
|  |                                      |  |  |  |  |  |  |  |  |  |  |  |  |  |  |  |
|  |                                      |  |  |  |  |  |  |  |  |  |  |  |  |  |  |  |
|  | 15. Марија Бугарска                  |  |  |  |  |  |  |  |  |  |  |  |  |  |  |  |
|  |                                      |  |  |  |  |  |  |  |  |  |  |  |  |  |  |  |
|  |                                      |  |  |  |  |  |  |  |  |  |  |  |  |  |  |  |